# 엄지민
엄지민(1990년 7월 30일 ~ )은 대한민국의 아나운서이다.

## 경력
- 현 YTN 앵커 (2021년 12월 ~ 현재)
- 연합뉴스TV 아나운서 (2020년 6월 15일 ~ 2021년 11월 26일)
- SBS Biz 아나운서 (2020년)
- G1방송 아나운서 (2018년 10월 ~ 2020년 6월)
- 한국경제TV 아나운서 (2015년 ~ 2018년)

## 과거 진행 프로그램
- 뉴스리뷰
- 뉴스 24
- 6면시선 뉴스큐브
- 뉴스1번지